# とおの物語の館
とおの物語の館（とおのものがたりのやかた）は岩手県遠野市にある博物館。1986年に「とおの昔話村」として開館、2013年にリニューアルオープンした際に現名称に変更された。

## 概要
「遠野物語」で知られる遠野地方の民話を後世に伝承することを目的の一つとして開設された。
柳田國男が定宿としていた旧高善旅館が「柳翁宿」、晩年の旧居が「旧柳田国男隠居所」として移築、公開されている。

## 施設
- 柳翁宿 - 柳田國男が定宿としていた旧高善旅館
- 旧柳田国男隠居所 - 柳田國男旧居
- 物語蔵 - 酒蔵を活用した展示館。映像施設あり。
- 遠野昔話資料館 - 1997年開館。遠野と全国の昔話の歴史を紹介。
- 遠野物産館 - 2階「語り部ホール」では語り部による昔話を聞くことができる。
- 遠野物語研究所

## 利用情報
- 開村時間 - 午前9時00分 ～ 午後5時00分（入館は午後4時30分まで）
- 休村日 - 無休

## 施設ギャラリー

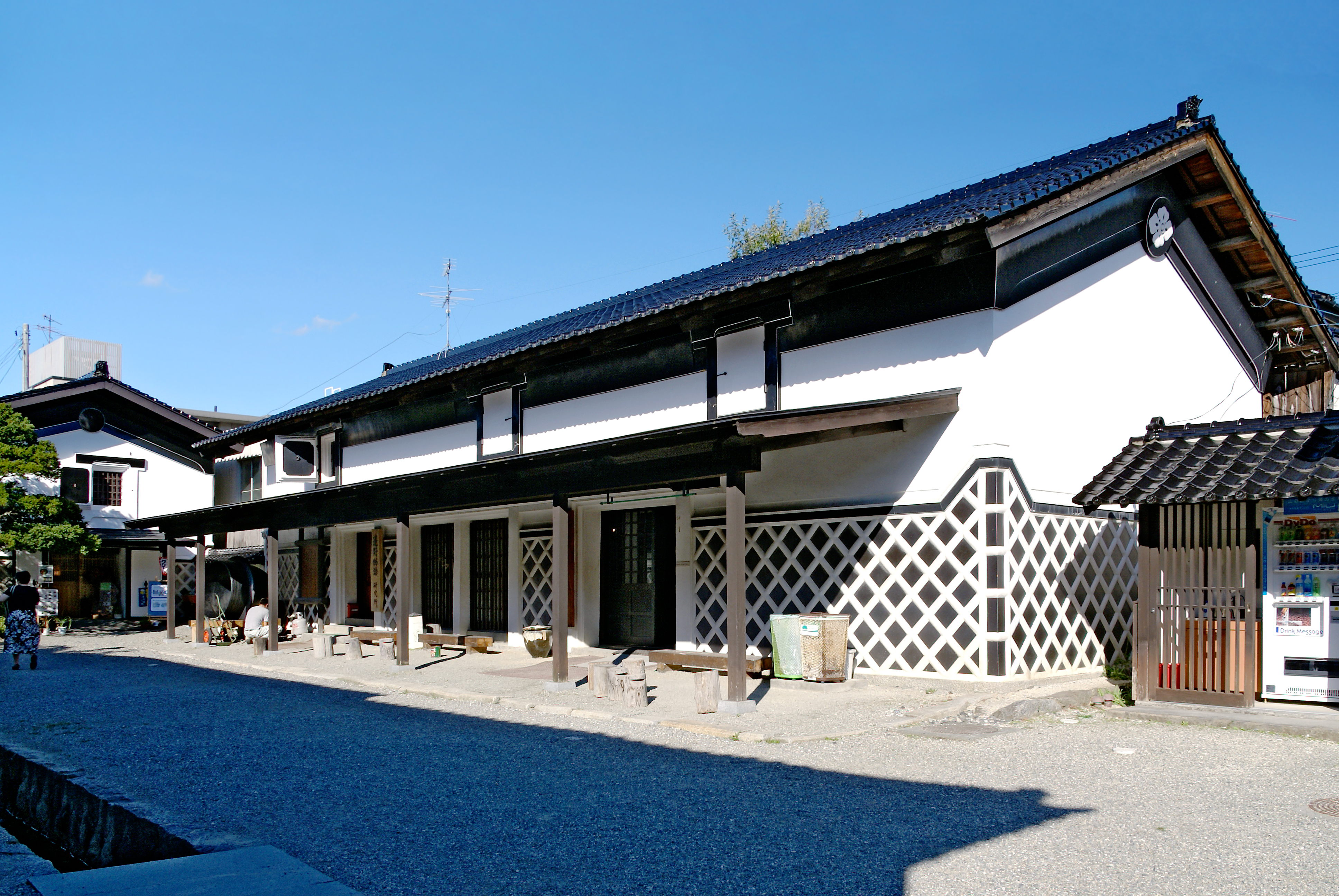
物語蔵
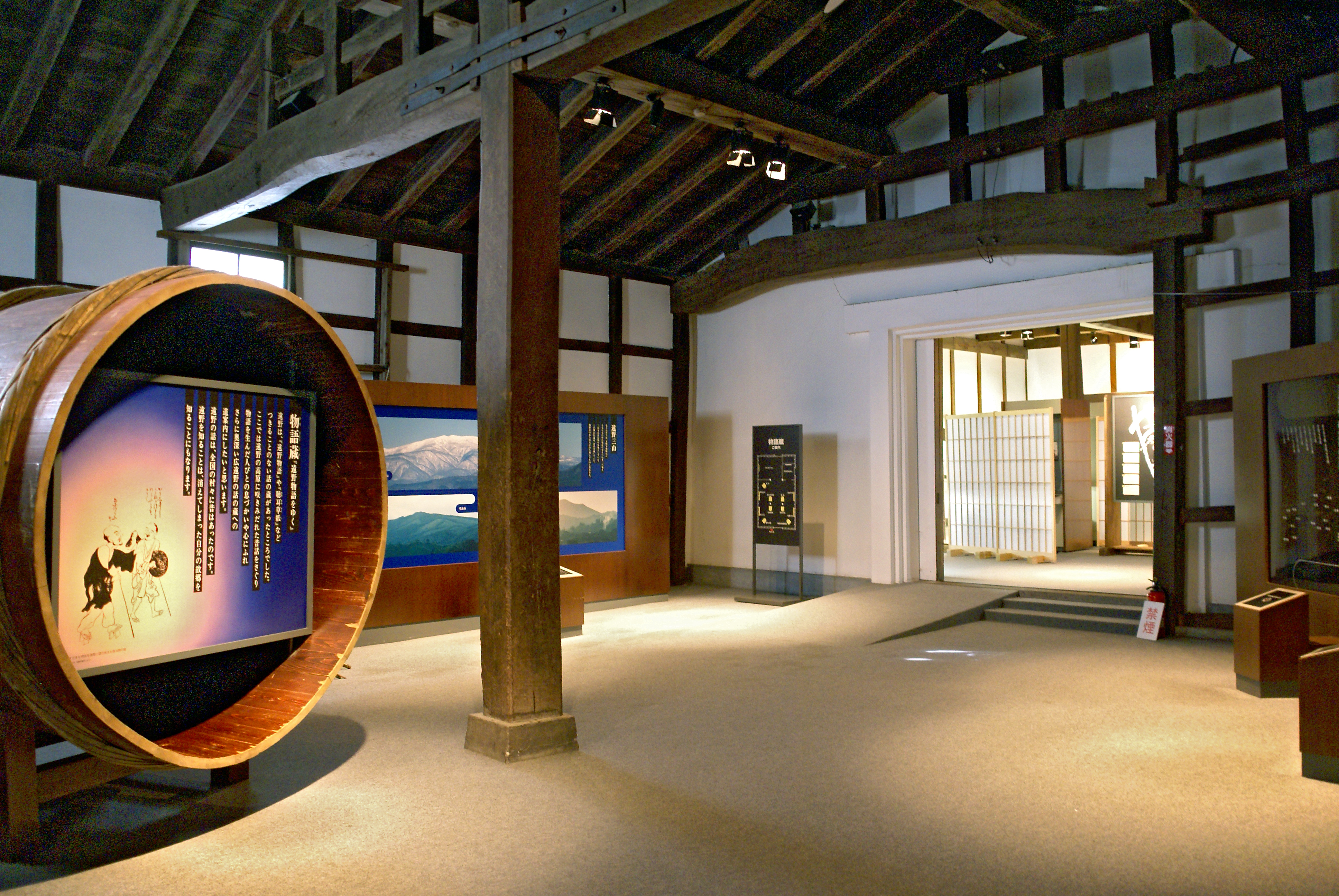
遠野昔話資料館

## 周辺情報
- 遠野城下町資料館
- 遠野蔵の道ギャラリー